# Ешбі (Массачусетс)
Ешбі (англ. Ashby) — місто (англ. town) в США, в окрузі Міддлсекс штату Массачусетс. Населення — 3193 особи (2020).

## Демографія
Згідно з переписом 2010 року, у місті мешкали 3074 особи в 1105 домогосподарствах у складі 862 родин. Було 1191 помешкання
Расовий склад населення:
| - 97,1 % — білих - 0,4 % — чорних або афроамериканців - 0,3 % — азіатів - 0,2 % — корінних американців |

До двох чи більше рас належало 1,6 %. Частка іспаномовних становила 1,9 % від усіх жителів.
За віковим діапазоном населення розподілялося таким чином: 24,5 % — особи молодші 18 років, 65,0 % — особи у віці 18—64 років, 10,5 % — особи у віці 65 років та старші. Медіана віку мешканця становила 42,6 року. На 100 осіб жіночої статі у місті припадало 101,0 чоловіків;  на 100 жінок у віці від 18 років та старших — 102,0 чоловіків також старших 18 років.
Середній дохід на одне домашнє господарство  становив 104 293 долари США (медіана — 95 833), а середній дохід на одну сім'ю — 109 101 долар (медіана — 102 639). Медіана доходів становила 61 849 доларів для чоловіків та 58 438 доларів для жінок. За межею бідності перебувало 7,9 % осіб, у тому числі 11,8 % дітей у віці до 18 років та 7,4 % осіб у віці 65 років та старших.
Цивільне працевлаштоване населення становило 1718 осіб. Основні галузі зайнятості: освіта, охорона здоров'я та соціальна допомога — 22,4 %, науковці, спеціалісти, менеджери — 15,4 %, будівництво — 14,9 %.